# برگه بره. ۵
برگه بره. ۵ (به انگلیسی: Breguet Bre.5) یک هواگرد ساختِ کارخانهٔ برگه اویاسیون در کشور فرانسه است. نخستین استفاده‌کنندهٔ این هواپیما نیروی زمینی فرانسه بوده‌است. این هواگرد برای نخستین بار در ۱۹۱۵ میلادی مورد استفاده قرار گرفت.